# Stoney Creek Bridge
Stoney Creek Bridge – kratownicowy wiadukt łukowy o długości 200 m w Kolumbii Brytyjskiej w Kanadzie rozciągający się 91 m nad przełęczą Stoney Creek. Przebiega przez niego linia Kolei Transkanadyjskiej, łącząc miasta Golden i Revelstoke. Pierwotnie nad przełęczą rozciągał się wybudowany w 1885 roku wiadukt drewniany, jednak w 1893 wzniesiono konstrukcję stalową. W 1929 z powodu nasilenia się ruchu dobudowano kolejny zestaw łuków. Dawny wiadukt był swego czasu najwyższym wiaduktem na świecie.